# Huka
Huka – rodzaj pająków z rodziny lejkowcowatych. Obejmuje 5 opisanych gatunków. Zamieszkują Nową Zelandię.

## Morfologia
Pająki te osiągają od 1 do 1,5 mm długości ciała i są pozbawione pigmentacji. Ośmioro oczu rozmieszczonych jest w dwóch mniej więcej prostych rzędach. Oczy wszystkich par są podobnych rozmiarów z wyjątkiem oczu przednio-środkowych, które są wyraźnie mniejsze. Oczy pary tylno-środkowej są dość szeroko rozstawione. Szczękoczułki mają po 2 zęby na krawędziach tylnych oraz po 2–5 zębów na przednich krawędziach bruzd.
Odnóża wszystkich par są pozbawione włosków pierzastych, skopuli i przypazurkowych kępek włosków, natomiast zaopatrzone są w dwa szeregi trichobotrii na goleniach oraz jeden szereg lub pojedyncze trichobotrium na nadstopiach i stopach, organy tarsalne położone subdystalnie na stopach, silnie grzebykowane pazurki górne oraz zaopatrzone w kilka ząbków lub bezzębne pazurki dolne. Wszystkie golenie pozbawione są kolców grzbietowych. Dwie przednie pary odnóży mają nieliczne kolce lub są całkiem ich pozbawione. Kolejność par odnóży od najdłuższej do najkrótszej to: IV, I, II, III.
Opistosoma (odwłok) wyposażona jest w szerokie, zwykle trzykrotnie szersze niż długie siteczko przędne o podzielonym pólku przędnym. Grzebienie przędne składają się z 5 lub 6 włosków. Genitalia samicy cechuje niezmodyfikowany zbiornik nasienny.
Nogogłaszczki samca mają dobrze rozwiniętą, palcowatą apofyzę medialną, silny i lekko zakrzywiony embolus oraz przezroczysty, błoniasty konduktor.

## Ekologia i występowanie
Wszystkie gatunki są endemitami Nowej Zelandii. Zamieszkują lasy, gdzie bytują w warstwie ściółki wśród mchów i szczątków roślinnych. Przypuszczalnie budują sieci łowne.

## Taksonomia
Rodzaj ten wprowadzony został w 1973 roku przez Raymonda Roberta Forstera i Cecila Louisa Wiltona w czwartej części monografii poświęconej pająkom Nowej Zelandii. Autorzy wyznaczyli jego gatunkiem typowym opisanego w tej samej publikacji Huka pallida.
Do rodzaju tego należy 5 opisanych gatunków:
- Huka alba Forster et Wilton, 1973
- Huka lobata Forster et Wilton, 1973
- Huka minima Forster et Wilton, 1973
- Huka minuta Forster et Wilton, 1973
- Huka pallida Forster et Wilton, 1973